# Otto Francke
Otto Magnus Francke, född den 27 augusti 1872 i Landskrona, död den 18 april 1947 i Stockholm, var en svensk militär.
Francke blev underlöjtnant vid Vendes artilleriregemente 1893, löjtnant där 1898, vid generalstaben 1905, kapten där samma år, i regementet samma år och vid regementet 1910. Han var generalstabsofficer vid II. arméfördelningens stab 1906–1908. Francke befordrades till major vid generalstaben 1914 och till överstelöjtnant där 1917. Han var avdelningschef vid utrikesavdelningen 1914–1920. Francke blev överste på reservstat i IV. arméfördelningen 1920. Francke blev riddare av Svärdsorden 1914 och av Vasaorden 1915 samt kommendör av andra klassen av Svärdsorden 1925 och kommendör av första klassen 1930. Han vilar på Landskrona kyrkogård.